# Basilisco (Cesare)
Basilisco (in latino Basiliscus; in greco antico: Βασιλίσκος?; fl. 476–478) fu Cesare dell'Impero romano d'Oriente dal 476 al 477 o 478, quando forse adottò il nome di Leone; successivamente fu vescovo di Cizico.
Basilisco era figlio del comandante militare romano d'Oriente Armazio, il quale era nipote del generale Basilisco e di sua sorella Verina, imperatrice e moglie dell'imperatore romano d'Oriente Leone I. Dopo la morte di Leone nel 474, salì al trono suo nipote Leone II, che però morì quello stesso anno e fu succeduto dal proprio padre, Zenone (474-475, 476-491). Poco dopo l'ascesa di Zenone, l'omonimo prozio di Basilisco costrinse Zenone all'esilio e salì egli stesso al trono. Tuttavia, Basilisco perse presto il sostegno di Armazio, che lo tradì stringendo un accordo con Zenone: Armazio avrebbe mantenuto a vita il grado di magister militum praesentalis, mentre il suo figlio Basilisco sarebbe stato nominato Cesare; il titolo di Cesare era un titolo imperiale di grado elevato e implicava che il titolare fosse l'erede al trono. Alla fine del 476 Basilisco fu quindi incoronato Cesare, ma Zenone si mosse presto contro Armazio, giustiziandolo ed esiliando Basilisco a Blachernae, sul Corno d'Oro, come lettore della chiesa. Più tardi nella sua vita, Basilisco divenne sacerdote e vescovo di Cizico. Potrebbe essere sopravvissuto fino al regno di Giustiniano I (527-565).

## Biografia
Basilisco era figlio di Armazio, magister militum per Thracias dell'Impero romano d'Oriente, ed era nato nel 470 circa. Armazio era il nipote dell'imperatrice Verina (457-474) e del futuro imperatore Basilisco (475-476).

### Antefatti
Quando l'imperatore romano d'Oriente Leone I si ammalò nel 473, fece incoronare imperatore suo nipote Leone II, figlio del generale isaurico Zenone e della propria figlia Ariadne, nell'ottobre del 473. Leone morì il 18 gennaio 474, e Leone II salì al trono. Zenone fu insediato come co-imperatore e incoronato il 29 gennaio; quando Leone II morì in autunno, Zenone divenne l'unico imperatore d'Oriente. Zenone non fu ben accolto, sia dalla gente comune che dalla classe senatoria, in parte per il semplice fatto che era un Isauro — una etnia con una reputazione barbarica — e in parte per il timore che promuovesse gli Isaurici ad alte cariche. Sebbene l'imperatrice vedova Verina avesse appoggiato l'elevazione di Zenone a co-imperatore, dopo la sua incoronazione a unico Augusto si rivoltò contro Zenone. Verina cospirò per usurpare il trono e gli storici accettano generalmente che ella progettasse di insediare il suo amante e magister officiorum, Patrizio, come imperatore, e di sposarlo. Fu sostenuta dal generale Teodorico Strabone e da suo fratello Basilisco, che riuscì a reclutare i generali Illo e Trocundo, oltre ad Armazio. La congiura ebbe successo, poiché Zenone fuggì in Isauria il 9 gennaio 475, o dopo aver appreso della congiura o dopo essere stato convinto da Verina che la sua vita era in pericolo.  Basilisco, però, convinse il senato ad acclamarlo imperatore al posto di Patrizio, che fece giustiziare.
L'imperatore Basilisco perse rapidamente il sostegno a Costantinopoli a causa delle pesanti tasse, delle politiche religiose che andavano contro la maggioranza dei fedeli e di una catastrofe naturale considerata da egli stesso un segno dell'ira divina. Sebbene l'ascesa di Basilisco fosse legale, in quanto le usurpazioni confermate dal senato erano considerate legittime, tali difetti non si erano verificati per oltre un secolo nell'Impero romano d'Oriente. Inoltre, era politicamente incompetente e irascibile, il che gli alienò gran parte del sostegno. Mentre Basilisco fu inizialmente sostenuto dalle élite dell'Impero romano d'Oriente, non si guadagnò mai una reputazione favorevole tra la gente comune, indebolendo la sua legittimità; i suoi conflitti con il patriarca di Costantinopoli, Acacio, ridussero il suo sostegno da parte della popolazione di Costantinopoli, che era fortemente calcedoniana. Basilisco fu costretto a imporre pesanti tasse a causa della quasi bancarotta dell'Impero e vendette posizioni pubbliche per denaro. Dopo l'esecuzione del suo amante, Verina si rivoltò contro l'imperatore Basilisco e iniziò a tramare per riportare Zenone al potere; in seguito si rifugiò a Blachernae. Non si sa se fuggì perché aveva già iniziato a tramare per rovesciare Basilisco e temeva che lui scoprisse il piano, oppure se iniziò a sostenere il ritorno di Zenone dopo la sua fuga. Rimase lì fino alla morte dell'imperatore Basilisco.
L'imperatore Basilisco fece nominare Armazio magister militum praesentalis, presumibilmente su insistenza della moglie Elia Zenonis. Ciò gli inimicò Teodorico Strabone, che odiava Armazio. Armazio fu anche nominato console nel 476, a fianco dell'imperatore Basilisco. Illo e Trocundo, che stavano assediando Zenone in Isauria, disertarono passando al nemico. Illo, forse confortato dalla sua influenza su Zenone, grazie alla prigionia del fratello, si alleò con lui e marciò verso Costantinopoli con le loro forze congiunte. L'imperatore Basilisco ordinò ad Armazio di prendere il comando di tutte le truppe in Tracia e a Costantinopoli, oltre che della guardia di palazzo, e le condusse contro i tre. Nonostante il suo giuramento di fedeltà, Armazio tradì Basilisco quando Zenone gli offrì di essere nominato magister militum praesentalis a vita e suo figlio Basilisco incoronato come cesare ed erede.

### Ascesa e deposizione
Basilisco era probabilmente in viaggio con il padre Armazio sulla strada per Costantinopoli, quando fu elevato al rango di Cesare nel palazzo imperiale di Nicea alla fine del 476; lo storico Brian Croke osserva che l'incoronazione avvenne «senza dubbio con tutti i consueti rituali e splendori». Zenone e Basilisco presero poi una nave per Costantinopoli, mentre Armato marciò in Isauria. Zenone e Basilisco entrarono a Costantinopoli senza opposizione nell'agosto del 476. L'anziano Basilisco e la sua famiglia fuggirono e si rifugiarono in una chiesa, uscendo solo quando Zenone promise di non giustiziarli. Zenone li esiliò a Limnae, in Cappadocia, dove furono imprigionati in una cisterna vuota e lasciati morire di fame, anche se secondo altre furono decapitati. Zenone e Basilisco officiarono poi i giochi che si tenevano nell'ippodromo di Costantinopoli e lodarono i cavalieri vittoriosi, cosa che Croke definisce «un gesto consueto ma vitale per rafforzare la legittimità». Date le controverse associazioni politiche del suo nome, è possibile che questo sia stato cambiato in «Leone», e potenzialmente indicato come tale sulle monete.
Croke commenta che, dopo essersi ristabilito a Costantinopoli, Zenone iniziò a riconsiderare la posizione di Armazio, valutando che il suo sostegno era «estremamente fragile». Armazio si era impegnato a servire il precedente imperatore, per poi tradirlo quando aveva percepito un'opportunità di promozione. Con Basilisco non solo Cesare dell'impero, ma anche erede dichiarato, Zenone deve aver visto che Armazio avrebbe potuto prendere in considerazione l'idea di accelerare la successione rimuovendo Zenone. Agendo con decisione, Zenone fece uccidere Armazio, ma risparmiò la vita del giovane Basilisco, che fu invece mandato a diventare lettore in una chiesa a Blachernae, sul Corno d'Oro. Croke considera questa una «linea d'azione sicura e usuale», notando i recenti precedenti degli imperatori romani d'Occidente Avito (455–456), mandato a diventare vescovo di Piacenza, e Glicerio (473–474), che fu nominato vescovo di Salona; osserva inoltre che la giovane età di Basilisco non sarebbe stata un impedimento, poiché all'epoca non era raro che i lettori fossero giovani. La narrazione dell'impiego di Basilisco come lettore è riportata unicamente dallo storico contemporaneo Candido Isaurico, la cui opera è conservata da Fozio. Teofane Confessore, scrivendo sulla base di una fonte attendibile – che Croke osserva essere frammenti perduti di Malalas – spiega che fu la moglie di Zenone, Ariadne, a intercedere a favore di Basilisco in virtù delle loro ascendenze, essendo cugina di Armazio.
La durata del mandato di Basilisco a Blachernae è sconosciuta, ma in seguito divenne vescovo di Cizico, e si dice che fosse molto capace. Croke ipotizza che questa capacità significhi che Basilisco divenne vescovo due o tre decenni dopo essere stato deposto, tra i trenta e i quarant'anni. Dopo questo momento, si sa poco di Basilisco; non si sa quando morì, né se rimase vescovo al momento della sua morte, ma probabilmente visse fino al regno di Giustiniano I (527–565). La teoria secondo cui avrebbe ricoperto la carica di vescovo più tardi nella sua vita è affermata esplicitamente da Niceforo Callisto Xanthopoulos, attingendo a fonti contemporanee ormai perdute. Potrebbe essersi ritirato in una chiesa di Costantinopoli, forse a Blachernae, dopo essere stato vescovo di Cizico.

## Possibile relazione tra Leone II e BasiliscoCesare
La Cronaca di Vittore di Tunnuna, che Croke considera «un'opera relativamente attenta e accurata», contiene una voce che contraddice la storia della morte di Leone II, affermando che Leone non morì nel 474, ma che sua madre Ariadne temeva per la sua vita e lo sostituì con un ragazzo dall'aspetto simile. Secondo questa narrazione, Leone fu nascosto in una chiesa locale e visse fino al regno di Giustiniano. Croke osserva che è strano che la storia appaia in una fonte di tale qualità, specialmente perché scritta da un uomo che visse in un monastero di Costantinopoli durante il regno di Giustiniano. Osserva inoltre che il racconto sembra essere ripetuto in tutti i monasteri della capitale — e forse anche nelle strade — e quindi è stato riferito direttamente a Vittore, in modo abbastanza attendibile da fargli credere che fosse corretto. Croke osserva che se Basilisco fosse vissuto fino al regno di Giustiniano, avrebbe avuto al massimo cinquant'anni e sarebbe stato probabilmente una figura che attirava «fama e attenzione a livello locale» come imperatore deposto. Nonostante ciò, il suo ruolo clericale avrebbe eliminato qualsiasi minaccia per Giustiniano. Croke commenta che la coincidenza tra Basilisco e la narrazione di Leone è sospetta: mentre Leone era un imperatore ragazzino che sarebbe stato presumibilmente nascosto in una chiesa della capitale, su istigazione di Ariadne, Basilisco si dimostrò essere il vero imperatore ragazzino. Vittore afferma che il presunto Leone sopravvissuto era un membro ordinato della Chiesa regolare, piuttosto che un semplice monaco; suggerisce che Leone visse solo fino all'inizio del regno di Giustiniano. Come nota Croke, nessun'altra figura poteva essere il Leone sopravvissuto: nessun altro imperatore o pretendente rivale era in vita al tempo di Giustiniano, per non parlare del minor numero di imperatori ragazzini. Per questi motivi, Croke conclude che non vi è alcuna «ragione valida» per rifiutare le informazioni fornite da Vittore, e che piuttosto che complicare la questione richiedendo che Basilisco sia chiamato anche Leone, se potenzialmente si dimostrasse vero, «fornirebbe la soluzione più soddisfacente finora a un noto enigma della numismatica tardo romana».
Questo particolare enigma riguarda la sequenza della monetazione: quando Leone I elevò Leone II al rango di Augusto, i solidi emessi raffiguravano entrambi; nel susseguirsi degli eventi, tra cui morti e rivolte, i solidi recarono cronologicamente le immagini del solo Leone II, di Leone II e di Zenone, di Zenone da solo, di Basilisco, di Basilisco e di Marco, per poi tornare a Zenone. Tuttavia, solidi e tremissi datati al periodo successivo al regno di Basilisco recano l'immagine dell'imperatore Zenone e di un Leone Cesare. Diversi studiosi hanno proposto spiegazioni per queste monete: alcuni studiosi moderni hanno suggerito l'attribuzione al governo congiunto degli imperatori Zenone e Leone II, e il numismatico Oscar Ulrich-Bansa sottolinea che, in assenza di documenti storici, Leone II e Zenone furono elevati congiuntamente alla carica di Cesari sotto Leone I. Tuttavia, le ricerche successive hanno smentito queste teorie, datando le monete a un periodo successivo al regno di Basilisco e Marco: molti dei tremissi sono stati battuti da uno stampo che aveva precedentemente battuto monete per Basilisco e Marco, ed esiste una continuità tra le due raffigurazioni. Per queste ragioni, il numismatico John Kent afferma: «Chiaramente Zenone e Leone... erano contemporanei o immediatamente successivi al regno di Basilisco e Marco». Non essendoci monete esistenti risalenti al governo congiunto dell'imperatore Zenone e del cesare Basilisco, alcuni hanno datato le monete anomale a questo periodo; l'ipotesi del numismatico Nicolas Damas Marchant, ad esempio, è stata accettata dal bizantinista Ernst Stein e, implicitamente, dagli autori della The Prosopography of the Later Roman Empire. Tuttavia, la recente ricerca numismatica tende ad allinearsi con la conclusione di Kent, secondo cui queste monete rappresentano Zenone e Leone, figli altrimenti sconosciuti di Basilisco, che li elevò a Cesari quando elevò Marco ad Augusto; si sa per certo che Basilisco ebbe altri figli, anche se i loro nomi sono andati perduti. Egli sostiene la possibilità che le monete rappresentino monete contemporanee, piuttosto che successive, e ammette che non esistono «prove documentali», ma ipotizza che Zenone e Leone siano entrambi nomi probabili per i figli di Basilisco, dato che egli era marito di Zenonis e fratello della vedova di Leone I. Croke sostiene che la riluttanza di Kent nell'affermare chiaramente che Zenone e Leone siano i figli di Basilisco è comprensibile, dato che non ci sono quasi prove letterarie che gli altri suoi figli fossero maschi, a parte la stranezza delle monete di Basilisco e Marco che furono coniate, se si fosse trattato di monete contemporanee. Pertanto, Croke considera la teoria di Kent «nel migliore dei casi, inconcludente».
Croke propone una spiegazione secondo la quale Vittore, o meglio la tradizione che seguiva, si trovò nella condizione di dover spiegare la presenza di un precedente imperatore bambino di nome Leone a seguito della sua morte, e quindi fu costretto a citare il primo per spiegare la seconda. È quindi possibile, sostiene Croke, che il sapere comune romano orientale, avendo dimenticato il breve regno del più giovane Basilisco — noto anche come Leone — abbia inventato la storia che Leone II fosse sopravvissuto per spiegare l'esistenza dell'ex-imperatore bambino. Croke afferma che Vittore avrebbe comprensibilmente dubitato dei fatti accertati riguardanti Leone II, concludendo che la narrazione non rappresenta un'invenzione intenzionale, ma piuttosto i migliori sforzi di un cronista. La narrazione potrebbe servire almeno a confermare che il giovane Basilisco regnò con il nome di Leone e visse durante il regno di Giustiniano.